# Afroaeschna scotias
Afroaeschna scotias là loài chuồn chuồn trong họ Aeshnidae. Loài này được Pinhey mô tả khoa học đầu tiên năm 1952.